# Cantone di Foix
Il Cantone di Foix è una divisione amministrativa dell'arrondissement di Foix.
È stato costituito a seguito della riforma approvata con decreto del 18 febbraio 2014, che ha avuto attuazione dopo le elezioni dipartimentali del 2015.

## Composizione
Comprende i 6 comuni di:
- Cos
- Ferrières-sur-Ariège
- Foix
- Ganac
- Montgaillard
- Saint-Pierre-de-Rivière